# Nuberu (groupe)
 (août 2020).
Nuberu est un groupe musical asturien créé durant la Transition avec une inclination marquée pour les thèmes sociaux et politiques ainsi que la défense de la langue et de la culture asturiennes. 
Nuberu est créé en 1976 à El Entrego (San Martín del Rey Aurelio) par Chus Pedro et Manolo Peñayos. Des musiciens d'envergure ne tardent pas à rejoindre le groupe qui, un an plus tard, se représente à la fête du Parti Communiste durant la campagne électorale. Leur premier disque, Asturies, ayer y güei, paraît en 1978. Les années 1980 et 1981 sont deux années très actives pour le groupe, qui réalise deux autres disques : Atiendi Asturies et Cancios d'un país. Une crise affecte toutefois le groupe par la suite, qui décide de se séparer temporairement.
En 1983, Nuberu participe, avec des musiciens tels que Víctor Manuel ou Miguel Ríos, au concert donné à El Molinón en mémoire de Berto Turulla (membre du groupe Cuélebre, mort électrocuté durant un concert). Ainsi, la séparation du groupe est de courte durée. À la suite de ce retour, leur première compilation paraît sous le titre El glayíu d'un país Asturies. Peu après, en 1987, paraît l'album Mineros, avec le  soutien de l'entreprise Hunosa, qu'ils présentent au Théâtre Campoamor d'Oviedo. C'est là aussi qu'ils enregistrent leur premier concert. Suivra le disque Agua de la fonte clara, puis une compilation de villancicos asturiens publiée sous le titre El árbol de Navidá avec le soutien des supermarchés El Árbol.
En 2002, Benigno Delmiro Clos publie l'ouvrage biographique Nuberu nel tiempu (Nuberu au fil du temps) et le groupe ré-édite ses trois premiers disques dans une édition limitée. En 2007, pendant la célébration du Xareu d'Ochobre, à Cangas de Onís, Nuberu annonce sa dissolution définitive. En 2008, ils éditent toutefois un CD-DVD intitulé Tributu a Nuberu, enregistré durant le Xareu d'Ochobre. De même, paraît la compilation 30 años, ya llovió. Les membres  du groupe créent également une fondation, la Fundación Nuberu, sise à Langreo, et destinée à promouvoir la langue et la culture asturiennes.
En 2013, le groupe annonce un nouveau disque, qui paraît en 2014, manifestant le retour du groupe sur scène à travaux plusieurs projets individuels. 
Une exposition permanente sur le groupe est présentée au siège de la Fundación Nuberu.

## Membres
- Chus Pedro - chant
- Manolo Peñayos - guitare
- Gabino Anselmo Antuña - claviers
- Nacho Alonso - piano et violoncelle
- Pedro Pangua - fluta
- Julio Sánchez-Andrade - batterie

## Discographie
- Asturies, ayeri y güei - 1978
- Atiendi, Asturies - 1980
- Cancios d'un país - 1981
- El glayíu d'un país: Asturies (compilation) - 1984
- Mineros - 1987
- Como tu yes (concert) - 1991
- Agua de la fonte clara - 1993
- L'árbol de Navidá - 1994
- Nuberu nel tiempu - 2002
- Tributu a Nuberu - 2008
- 30 años, ya llovió - 2010
- Nuevo állbum - 2014